# Protoholozoa pedunculata
Protoholozoa pedunculata is een zakpijpensoort uit de familie van de Holozoidae. De wetenschappelijke naam van de soort is voor het eerst geldig gepubliceerd in 1969 door Kott.